# Office of Cyber and Infrastructure Analysis
Office of Cyber and Infrastructure Analysis (OCIA) är en amerikansk federal myndighet som vars syfte är att analysera och förutspå attacker mot potentiella mål inom cyber- och fysisk infrastruktur inom USA:s gränser.
Myndigheten bildades 2014 som en delmyndighet till National Protection and Programs Directorate efter att den federala regeringen avvecklade föregångaren Infrastructure Analysis and Strategy Division (IASD) som var då en avdelning underställd Office of Infrastructure Protection.